# 戴建君
戴建君（1967年10月8日—），汉族，安徽省宿松人，博士，教授。中国共产党黨員。曾任南京农业大学副校长、党委常委。

## 经历
1986年9月至1991年7月，在南京农业大学兽医系学习。畢業後，歷任南京农业大学动物医学院教师、学生政治辅导员、团总支书记、党总支副书记。曾於1999年3月至2000年2月参加江苏省委扶贫促小康工作队，在连云港灌南县扶贫。2001年8月至2005年6月，擔任南京农业大学团委书记。2002年6月至2003年11月，擔任南京农业大学学工部副部长（兼）、学工处副处长（兼）。2003年11月至2005年6月，擔任南京农业大学学生工作处处长、学生工作部部长（兼）。2004年11月至2005年5月，德国柏林自由大学访问学者。2005年6月至2009年10月，任南京农业大学动物医学院党委书记。2008年10月起，任南京农业大学党委办公室主任、统战部部长、机关党委书记。2011年7月起，任南京农业大学党委常委、副校长。
2018年11月，擔任中国药科大学党委副书记、纪律检查委员会书记。2024年10月31日起，任中国药科大学党委书记。